# 奇棒䲁
奇棒䲁（學名：Xenomedea rhodopyga），為輻鰭魚綱䲁形目脂䲁科奇棒䲁屬的一個種，分布於中東太平洋加利福尼亞灣海域，深度0至8公尺，本魚體長，頭尖，口斜，鼻孔、眼上方和頸背處有短而無分支的捲鬚，口腔前側有齒，但兩側無齒，側線鱗片39-45片，體色從純粉紅色到有棕色橫條或方形棕色至紅色的斑紋，並夾雜白色斑點，後眼角正上方有一條斜棕色帶，後眼角正下方有一條斜白色帶，斜白色帶下方有一條深色橫條，背鰭前方有一小黑點，胸鰭基部有一白橫帶，背鰭硬棘20-23枚、背鰭軟條8-11枚、臀鰭硬棘2枚、臀鰭軟條18-22枚，臀鰭棘與鰭條之間有缺口，雄魚第一臀鰭棘明顯短於第二臀鰭棘，體長可達6.5公分，棲息在藻類生長的礁石區潮池，以無脊椎動物為食，生活習性不明。